# Рудківська сільська рада (Чернігівський район)
Ру́дківська сільська́ ра́да — орган місцевого самоврядування у Чернігівському районі Чернігівської області. Адміністративний центр — село Рудка.

## Загальні відомості
Рудківська сільська рада утворена в 1919 році.
05.02.1965 Указом Президії Верховної Ради Української РСР передано Довжицьку, Пльохівську, Рудківську, Хмільницьку та Шибиринівську Ріпкинського району — до складу Чернігівського району.
- Територія ради: 46,76 км²
- Населення ради: 1035 осіб (станом на 2001 рік)

## Населені пункти
Сільській раді підпорядковані населені пункти:
- с. Рудка
- с. Селянська Слобода

## Склад ради
Рада складається з 14 депутатів та голови.
- Голова ради: Мельниченко Валентина Леонідівна
- Секретар ради: Біла Людмила Миколаївна

### Керівний склад попередніх скликань
| ПІБ                              | Основні відомості                                                 | Дата обрання | Дата звільнення |
| -------------------------------- | ----------------------------------------------------------------- | ------------ | --------------- |
| Мельниченко Валентина Леонідівна | Сільський голова, 1960 року народження, освіта вища, позапартійна | 26.03.2006   | 31.10.2010      |
| Мельниченко Валентина Леонідівна | Сільський голова, 1960 року народження, освіта вища, позапартійна | 31.10.2010   |                 |

Примітка: таблиця складена за даними джерела

### Депутати
За результатами місцевих виборів 2010 року депутатами ради стали:

#### За суб'єктами висування
| Суб'єкт висування | Кількість обраних депутатів | %    |
| ----------------- | --------------------------- | ---- |
| Партія регіонів   | 9                           | 64,3 |
| Самовисування     | 5                           | 35,7 |

#### За округами
| № округу        | Прізвище, ім'я, по батькові      | Дата визнання обраним | Освіта             | Партійна приналежність                        | Відомості про обраного депутата                                    |
| --------------- | -------------------------------- | --------------------- | ------------------ | --------------------------------------------- | ------------------------------------------------------------------ |
| Партія регіонів |                                  |                       |                    |                                               |                                                                    |
| 2               | Неруш Тетяна Михайлівна          | 01.11.2010            | середня спеціальна | член Партії регіонів                          | ЧІМК філія «Першотравневе», бухгалтер                              |
| 3               | Будаш Володимир Олександрович    | 01.11.2010            | вища               | член Партії регіонів                          | ЧІМК філія «Першотравневе», завідувач машинним двором              |
| 5               | Кравчук Михайло Григорович       | 01.11.2010            | середня            | член Партії регіонів                          | «КФТП», охорон-нець                                                |
| 6               | Тарасенко Микола Григорович      | 01.11.2010            | вища               | член Партії регіонів                          | ДО комбінат «Айстра», охоро-нець-пожежник                          |
| 8               | Захаренко Сергій Михайлович      | 01.11.2010            | середня            | член Партії регіонів                          | ПМК-59, автос-люсар                                                |
| 9               | Подтерегер Василь Григорович     | 01.11.2010            | середня            | член Партії регіонів                          | тимчасово не працює                                                |
| 12              | Савченко Володимир Володимирович | 01.11.2010            | середня спеціальна | член Партії регіонів                          | тимчасово не працює                                                |
| 13              | Довгун Людмила Миколаївна        | 01.11.2010            | середня спеціальна | член Партії регіонів                          | Сель. Сло-бідський ФП, завідувачка                                 |
| 14              | Гуляницька Олеся Олексіївна      | 01.11.2010            | середня спеціальна | член Партії регіонів                          | с. Сель. Слобода, соціальний працівник                             |
| Самовисування   |                                  |                       |                    |                                               |                                                                    |
| 1               | Біла Людмила Миколаївна          | 01.11.2010            | середня спеціальна | член Партії регіонів                          | Рудківська сільська рада, секре-тар сільської ради                 |
| 4               | Будаш Валентина Вікторівна       | 01.11.2010            | середня спеціальна | позапартійна                                  | Рудківська сільська рада, головний бухгалтер                       |
| 7               | Матвієнко Любов Вікторівна       | 01.11.2010            | вища               | член Всеукраїнського об'єднання «Батьківщина» | ВАТ «Чернігівський молокозавод», прий-мальник молока               |
| 10              | Мурашко Людмила Володимирівна    | 01.11.2010            | середня спеціальна | позапартійна                                  | Рудківська сільська рада, рахів-ник касир                          |
| 11              | Постольна Тетяна Миколаївна      | 01.11.2010            | середня            | член Всеукраїнського об'єднання «Батьківщина» | Рудківський фельдшерсько-акушерський пункт, молодша медична сестра |